# ریبل
ریبل (انگلیسی: Rebol) یک زبان تبادل داده‌های چندسکویی و زبان چند پارادایمی برنامه‌نویسی پویا برای ارتباط شبکه‌ای و رایانش توزیع‌شده است.